# Louis Hayes
Louis Hayes (Detroit, 1937. május 31. –) amerikai dzsesszdobos, zenekarvezető. Jó három évig volt McCoy Tyner trió tagja. 1989 óta vezeti saját zenekarát. Vincent Herringgel megalakította a Cannonball Legacy Bandet. A NEA Jazz Masters tagja.

## Pályafutása
Yusef Lateef dobosaként kezdte professzionális karrierjét 1955-1956-ban. 1959-ig a Horace Silver Quintet, 1965-ig a Cannonball Adderley Quintet, 1967-ig az Oscar Peterson Trio tagja volt.
Dobolt John Coltrane, Sonny Rollins, J. J. Johnson, Jackie McLean, Wes Montgomery, Cedar Walton, Dexter Gordon, Woody Shaw, George Benson, Freddie Hubbard, Joe Henderson és McCoy Tyner partnereként.
Az 1970-es évektől számos saját zenekart vezetett, köztük egy kvintettet Junior Cookkal és Woody Shaw-val. Olyan zenészek is szerepeltek vele, mint Abraham Burton, szaxofonos, Riley Mullins trombitás, David Hazeltine, zongorista, Santi Debriano nagybőgős.
Valaki összeszámolta: 273 felvétele volt 1956-2017 között.

## Albumok
(zenekarvezetőként)
- Louis Hayes, 1960
- Breath of Life, 1974
- Ichi-Ban, 1976
- The Real Thing, 1977
- The Crawl, 1989
- Una Max, 1989
- Blue Lou, 1994
- Nightfall, 1994
- Light and Lively, 1994
- Louis At Large, 1996
- The Super Quartet, 2000
- Quintessential Lou, 2000
- The Candy Man, 2001
- The Time Keeper, 2009
- Serenade for Horace,  2017
- Crisis, 2021

## Filmek
- Louis Hayes az IMDb-n

## Díjak
2023: National Endowment for the Arts